# 羅斯坦 (波斯神話)

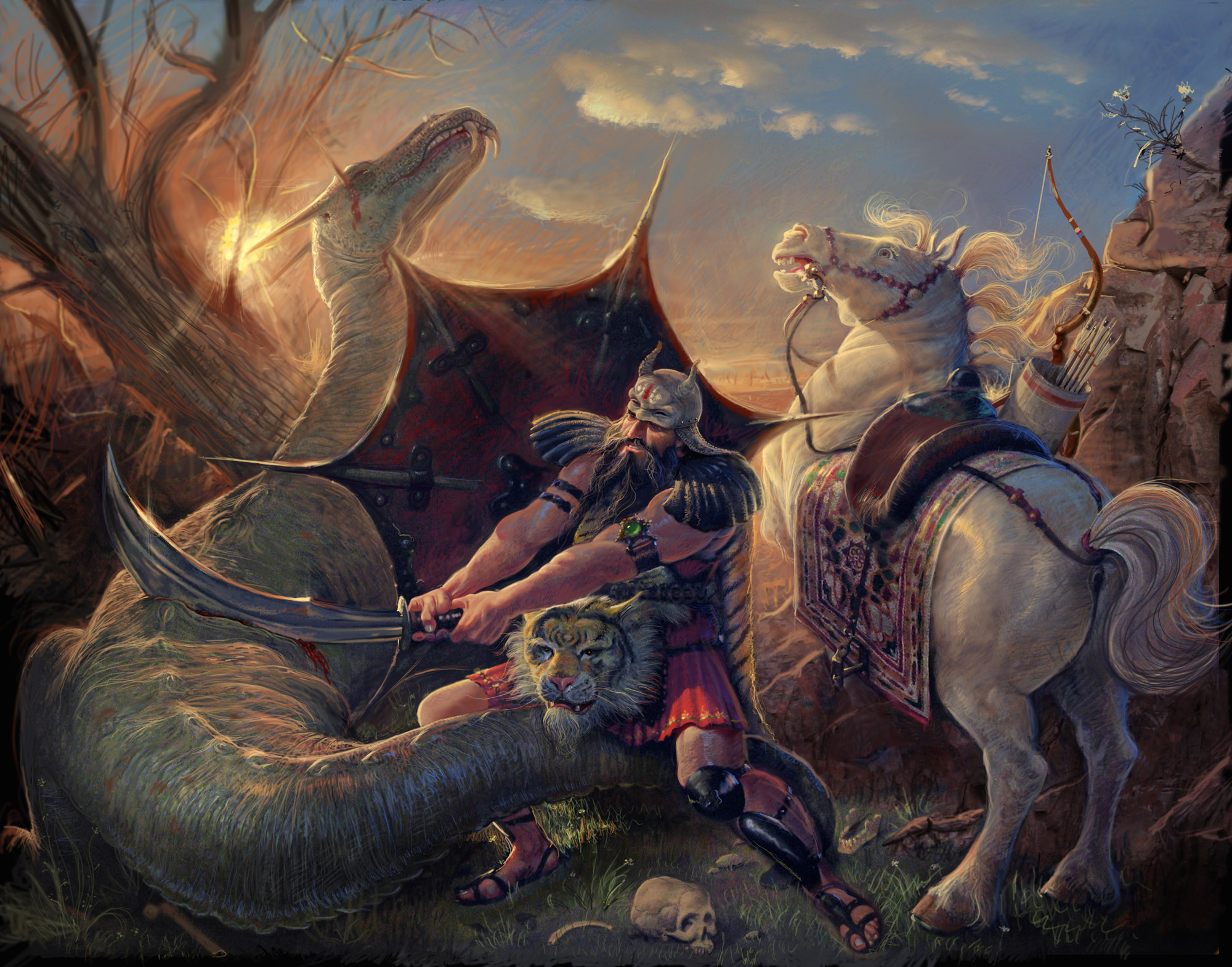
羅斯坦屠龍

羅斯坦（Rostam）是波斯史詩『王書』中登場的英雄，蛇王查哈克的玄孫。

## 概要
在《列王紀》中，羅斯坦和他的前任都是錫斯坦（今伊朗和阿富汗）的馬爾茲班人。羅斯坦最出名的是他與另一位伊朗傳奇英雄埃斯凡迪耶（Esfandiyār）的悲慘戰鬥。
體格如同巨象，『王書』中經常將他比喻為獅子。700年的生涯中，為守護伊朗，經常和多蘭或妖怪作戰。度過七個難關，是其偉業之一人。
羅斯坦一直被視為伊朗最強大的聖騎士，他出現的故事氛圍讓人強烈聯想到帕提亞帝國。他在戰鬥中騎著傳奇種馬 Rakhsh，穿著名為 Babr-e Bayan的特殊服裝。
羅斯坦妻子為薩曼甘王國公主塔赫米娜（Tahmineh）。

## 關連項目
- 波斯神話